# Lavoisiera itambana
A Lavoisiera itambana é uma rara espécie de planta que ocorre no Pico do Itambé, no estado brasileiro de Minas Gerais.